# Giải BAFTA lần thứ 55
Giải BAFTA lần thứ 55 được trao bởi Viện Hàn lâm Nghệ thuật Điện ảnh và Truyền hình Anh Quốc năm 2002 để tôn vinh những bộ phim xuất sắc nhất năm 2001.
Chúa tể những chiếc nhẫn: Hiệp hội nhẫn thần đoạt giải Phim hay nhất, Đạo diễn xuất sắc nhất cho Peter Jackson, cùng các giải Hóa trang và làm tóc và Hiệu ứng hình ảnh xuất sắc nhất. Russell Crowe đoạt giải Nam diễn viên chính xuất sắc nhất với phim Một tâm hồn đẹp, phim cũng mang về giải Nữ diễn viên phụ xuất sắc cho Jennifer Connelly. Judi Dench đoạt giải Nữ diễn viên chính xuất sắc nhất với vai diễn trong Iris còn Jim Broadbent đoạt giải Nam diễn viên phụ xuất sắc nhất cho phim Moulin Rouge!. Gosford Park do Robert Altman làm đạo diễn được chọn là phim Anh hay nhất năm 2001.

## Chiến thắng và đề cử

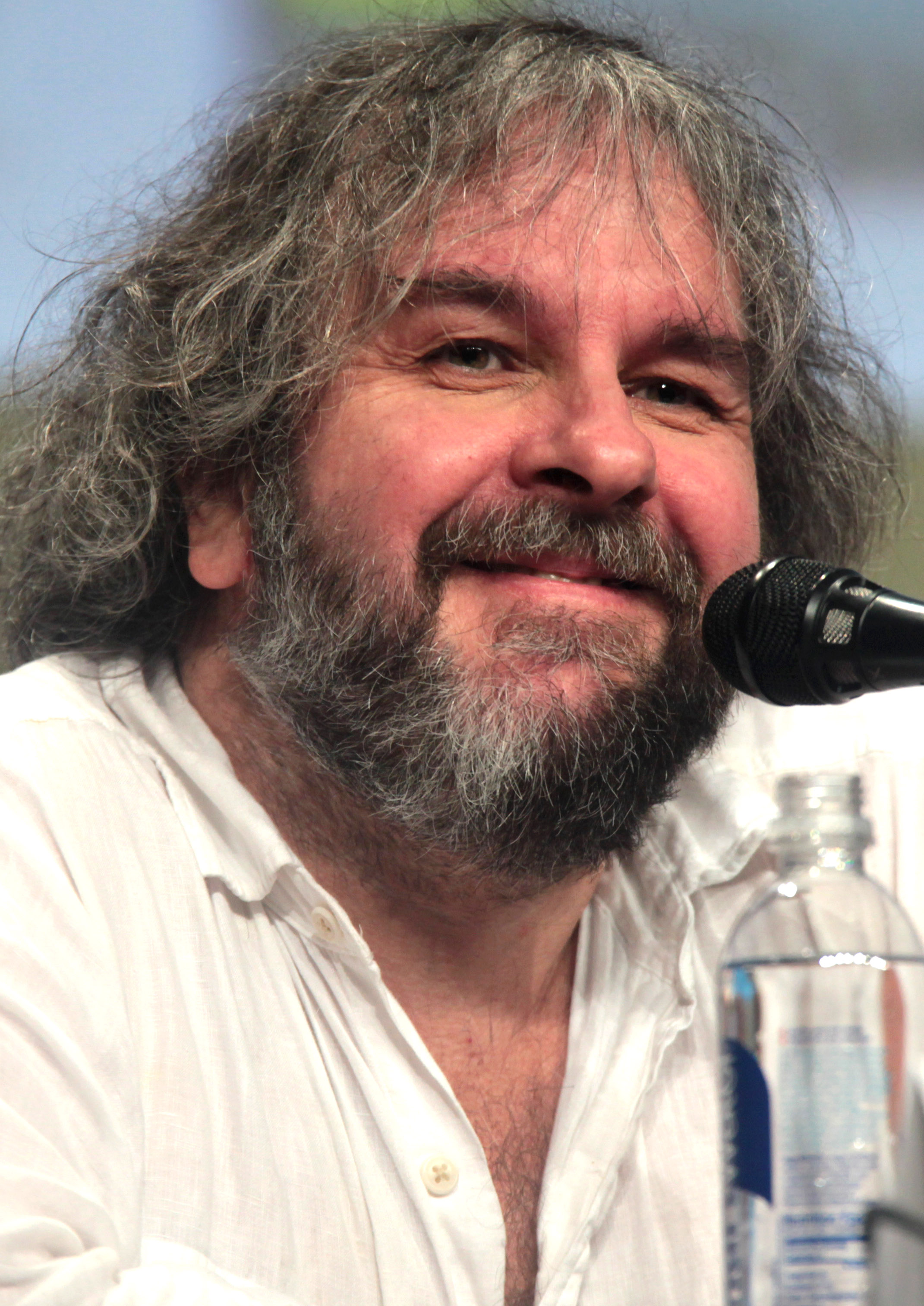
Peter Jackson, Đạo diễn xuất sắc nhất

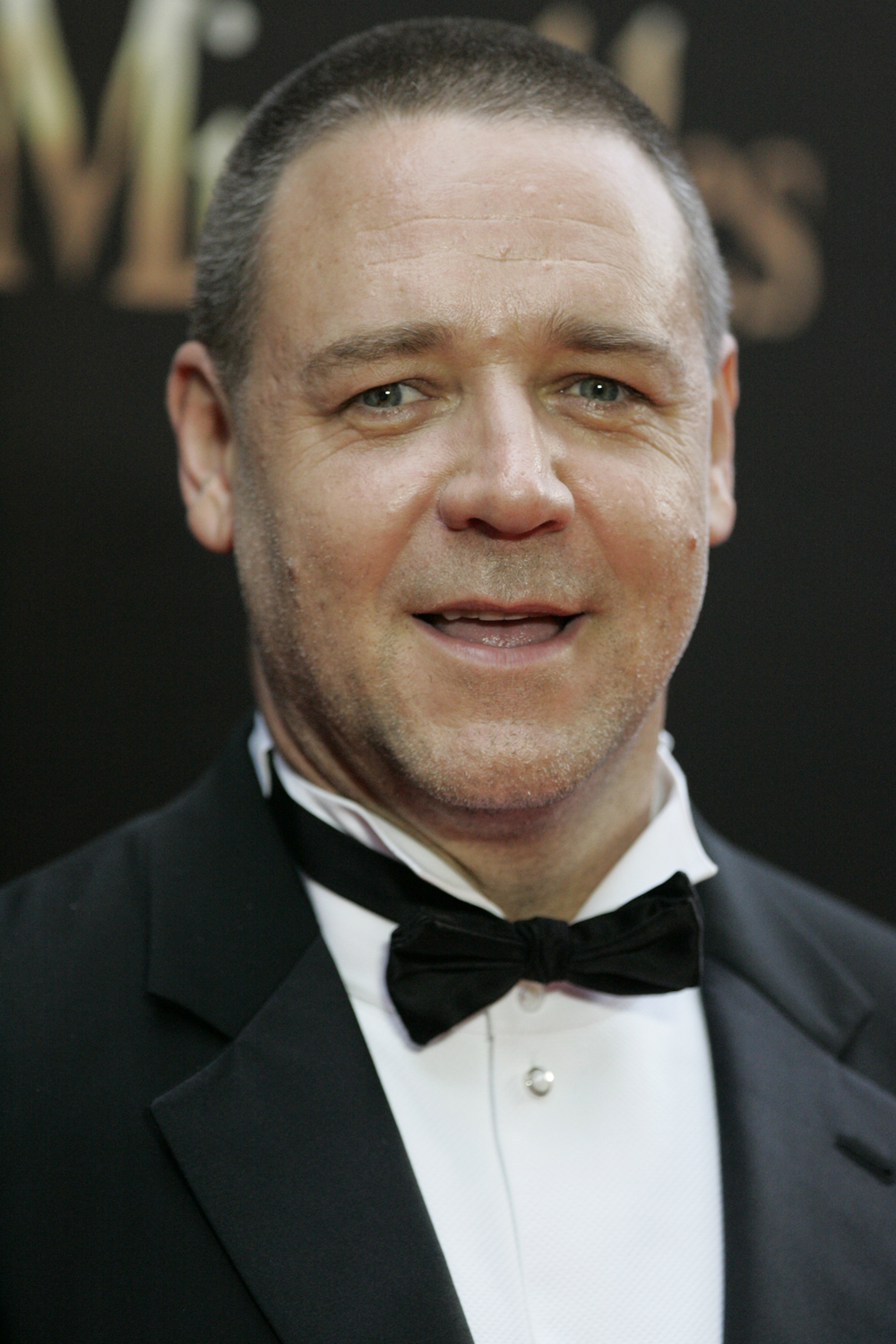
Russell Crowe, Nam diễn viên chính xuất sắc nhất

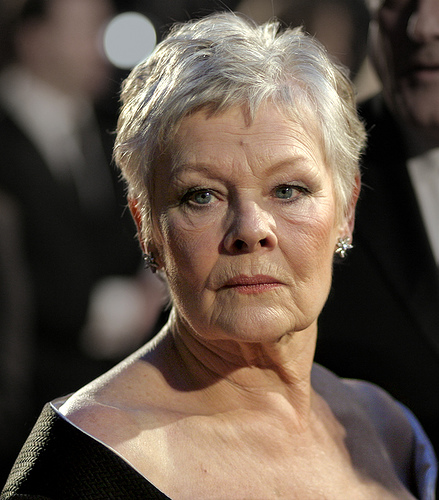
Judi Dench, Nữ diễn viên chính xuất sắc nhất

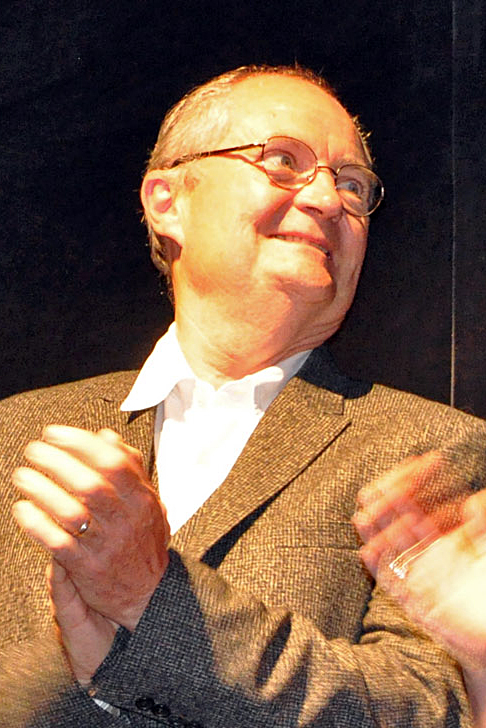
Jim Broadbent, Nam diễn viên phụ xuất sắc nhất

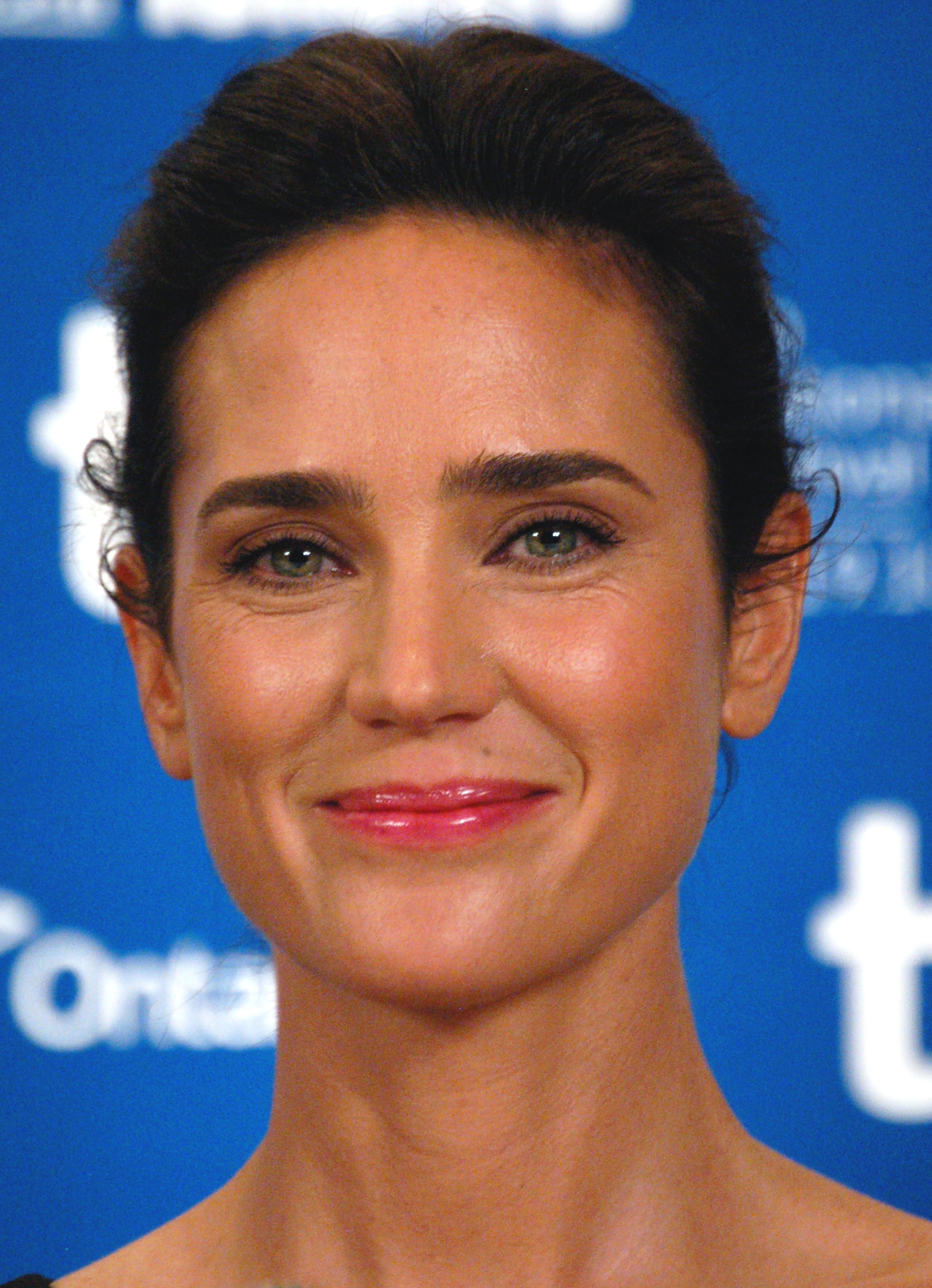
Jennifer Connelly, Nữ diễn viên phụ xuất sắc nhất

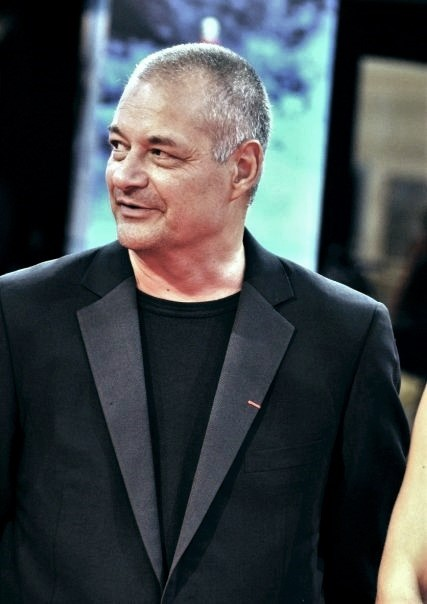
Jean-Pierre Jeunet, Kịch bản gốc xuất sắc nhất

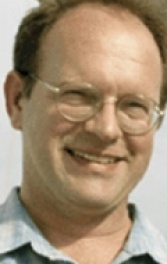
Ted Elliott, đồng Kịch bản chuyển thể xuất sắc nhất

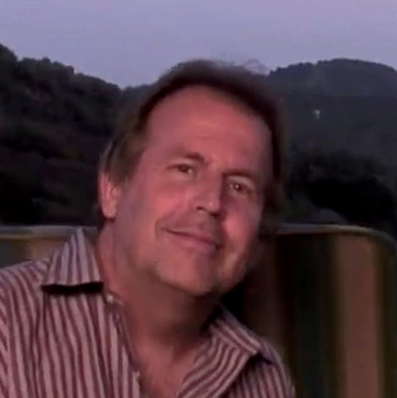
Terry Rossio, đồng Kịch bản chuyển thể xuất sắc nhất

| Phim hay nhất Chúa tể những chiếc nhẫn: Hiệp hội nhẫn thần – Peter Jackson, Barrie M. Osborne, Fran Walsh và Tim Sanders - Cuộc đời tuyệt vời của Amélie Poulain – Claudie Ossard - Một tâm hồn đẹp – Brian Grazer và Ron Howard - Moulin Rouge! – Martin Brown, Baz Luhrmann và Fred Baron - Shrek – Aron Warner, John H. Williams và Jeffrey Katzenberg | Đạo diễn xuất sắc nhất Peter Jackson – Chúa tể những chiếc nhẫn: Hiệp hội nhẫn thần - Baz Luhrmann – Moulin Rouge! - Jean-Pierre Jeunet – Cuộc đời tuyệt vời của Amélie Poulain - Robert Altman – Gosford Park - Ron Howard – Một tâm hồn đẹp |
| Nam diễn viên chính xuất sắc nhất Russell Crowe – Một tâm hồn đẹp vai John Forbes Nash Jr. - Ian McKellen – Chúa tể những chiếc nhẫn: Hiệp hội nhẫn thần vai Gandalf - Jim Broadbent – Iris vai John Bayley - Kevin Spacey – The Shipping News vai Quoyle - Tom Wilkinson – In the Bedroom vai Matt Fowler | Nữ diễn viên chính xuất sắc nhất Judi Dench – Iris vai Iris Murdoch - Audrey Tautou – Cuộc đời tuyệt vời của Amélie Poulain vai Amélie Poulain - Nicole Kidman – The Others vai Grace - Renée Zellweger – Bridget Jones's Diary vai Bridget Jones - Sissy Spacek – In the Bedroom vai Ruth Fowler |
| Nam diễn viên phụ xuất sắc nhất Jim Broadbent – Moulin Rouge! vai Harold Zidler - Colin Firth – Bridget Jones's Diary vai Mark Darcy - Eddie Murphy – Shrek vai Donkey - Hugh Bonneville – Iris vai John Bayley - Robbie Coltrane – Harry Potter và Hòn đá Phù thủy vai Rubeus Hagrid | Nữ diễn viên phụ xuất sắc nhất Jennifer Connelly – Một tâm hồn đẹp vai Alicia Nash - Helen Mirren – Gosford Park vai Mrs. Wilson - Judi Dench – The Shipping News vai Agnis Hamm - Kate Winslet – Iris vai Iris Murdoch - Maggie Smith – Gosford Park vai Constance |
| Kịch bản gốc xuất sắc nhất Cuộc đời tuyệt vời của Amélie Poulain – Guillaume Laurant và Jean-Pierre Jeunet - Gosford Park – Julian Fellowes - Moulin Rouge! – Baz Luhrmann và Craig Pearce - The Others – Alejandro Amenábar - The Royal Tenenbaums – Wes Anderson và Owen Wilson | Kịch bản chuyển thể xuất sắc nhất Shrek – Ted Elliott, Terry Rossio, Joe Stillman và Roger S. H. Schulman - Một tâm hồn đẹp – Akiva Goldsman - Bridget Jones's Diary – Helen Fielding, Andrew Davies và Richard Curtis - Iris – Richard Eyre và Charles Wood - Chúa tể những chiếc nhẫn: Hiệp hội nhẫn thần – Fran Walsh, Philippa Boyens và Peter Jackson |
| Quay phim xuất sắc nhất The Man Who Wasn't There – Roger Deakins - Cuộc đời tuyệt vời của Amélie Poulain – Bruno Delbonnel - Black Hawk Down – Sławomir Idziak - Chúa tể những chiếc nhẫn: Hiệp hội nhẫn thần – Andrew Lesnie - Moulin Rouge! – Donald McAlpine | Thiết kế phục trang xuất sắc nhất Gosford Park – Jenny Beavan - Harry Potter và Hòn đá Phù thủy – Judianna Makovsky - Chúa tể những chiếc nhẫn: Hiệp hội nhẫn thần – Ngila Dickson và Richard Taylor - Moulin Rouge! – Catherine Martin và Angus Strathie - Hành tinh khỉ – Colleen Atwood |
| Dựng phim xuất sắc nhất Con đường ảo mộng – Mary Sweeney - Cuộc đời tuyệt vời của Amélie Poulain – Hervé Schneid - Black Hawk Down – Pietro Scalia - Chúa tể những chiếc nhẫn: Hiệp hội nhẫn thần – John Gilbert - Moulin Rouge! – Jill Bilcock | Hóa trang và làm tóc xuất sắc nhất Chúa tể những chiếc nhẫn: Hiệp hội nhẫn thần – Peter Owen, Peter King và Richard Taylor - Gosford Park – Sallie Jaye và Jan Archibald - Harry Potter và Hòn đá Phù thủy – Amanda Knight, Eithn Fennell và Nick Dudman - Moulin Rouge! – Maurizio Silvi và Aldo Signoretti - Hành tinh khỉ – Rick Baker, Toni G và Kazu Hiro |
| Nhạc phim hay nhất Moulin Rouge! – Craig Armstrong và Marius de Vries - Cuộc đời tuyệt vời của Amélie Poulain – Yann Tiersen - Chúa tể những chiếc nhẫn: Hiệp hội nhẫn thần – Howard Shore - Con đường ảo mộng – Angelo Badalamenti - Shrek – Harry Gregson-Williams và John Powell | Thiết kế sản xuất xuất sắc nhất Cuộc đời tuyệt vời của Amélie Poulain – Aline Bonetto - Gosford Park – Stephen Altman - Harry Potter và Hòn đá Phù thủy – Stuart Craig - Chúa tể những chiếc nhẫn: Hiệp hội nhẫn thần – Grant Major - Moulin Rouge! – Catherine Martin |
| Âm thanh xuất sắc nhất Moulin Rouge! – Anna Behlmer, Andy Nelson, Roger Savage, Guntis Sics, Gareth Vanderhope and Antony Gray - Black Hawk Down – Chris Munro, Per Hallberg, Michael Minkler, Myron Nettinga và Karen Baker Landers - Harry Potter và Hòn đá Phù thủy – John Midgley, Eddy Joseph, Ray Merrin, Graham Daniel và Adam Daniel - Chúa tể những chiếc nhẫn: Hiệp hội nhẫn thần – David Farmer, Hammond Peek, Christopher Boyes, Gethin Creagh, Michael Semanick, Ethan Van der Ryn và Mike Hopkins - Shrek – Andy Nelson, Anna Behlmer, Wylie Stateman và Lon Bender | Hiệu ứng hình ảnh đặc biệt xuất sắc nhất Chúa tể những chiếc nhẫn: Hiệp hội nhẫn thần – Jim Rygiel, Richard Taylor, Alex Funke, Randall William Cook và Mark Stetson - A.I. Artificial Intelligence – Dennis Muren, Scott Farrar và Michael Lantieri - Harry Potter và Hòn đá Phù thủy – Robert Legato, Nick Davis, John Richardson, Roger Guyett và Jim Berney - Moulin Rouge! – Chris Godfrey, Andrew Brown, Nathan McGuinness và Brian Cox - Shrek – Ken Bielenberg |
| Phim Anh hay nhất Gosford Park – Robert Altman, Bob Balaban và David Levy - Bridget Jones's Diary – Tim Bevan, Eric Fellner, Jonathan Cavendish và Sharon Maguire - Harry Potter và Hòn đá Phù thủy – David Heyman và Chris Columbus - Iris – Robert Fox, Scott Rudin và Richard Eyre - Me Without You – Finola Dwyer và Sandra Goldbacher | Đạo diễn, Biên kịch, Nhà sản xuất đầu tay người Anh nổi bật Jump Tomorrow – Joel Hopkins (Biên kịch/Đạo diễn) và Nicola Usborne (Sản xuất) - Gosford Park – Julian Fellowes (Biên kịch) - Late Night Shopping – Jack Lothian (Biên kịch) - The Parole Officer – Steve Coogan và Henry Normal (Biên kịch) - South West 9 – Richard Parry (Biên kịch/Đạo diễn) - Strictly Sinatra – Ruth Kenley-Letts (Sản xuất)                                                         |
| Phim hoạt hình ngắn hay nhất Dog – Suzie Templeton - Camouflage – Jonathan Bairstow và Jonathan Hodgson - Home Road Movies – Dick Arnall, Robert Bradbrook và Ian Sellar - Tuesday – Geoff Dunbar và Judith Roberts - The World of Interiars – Chris Shepherd và Bunny Schendler | Phim ngắn nhất About a Girl – Janey de Nordwall, Brian Percival và Julie Rutterford - Inferno – Teun Hilte, Paul Kousoulides và Sharat Sardana - The Red Peppers – Lee Santana và Dominic Santana - Skin Deep – Andy Porter và Yousaf Ali Khan - Tattoo – Arabella Page Croft, Sara Putt, Jules Williamson và Jemma Field |
| Phim không nói tiếng Anh nhất Amores perros – Alejandro González Iñárritu - Cuộc đời tuyệt vời của Amélie Poulain – Claudie Ossard và Jean-Pierre Jeunet - Behind the Sun – Arthur Cohn và Walter Salles - Monsoon Wedding – Caroline Baron và Mira Nair - The Piano Teacher – Veit Heiduschka và Michael Haneke | |

## Thống kê
| Số lượng | Phim                                         |
| -------- | -------------------------------------------- |
| 12       | Chúa tể những chiếc nhẫn: Hiệp hội nhẫn thần |
| 12       | Moulin Rouge!                                |
| 9        | Cuộc đời tuyệt vời của Amélie Poulain        |
| 9        | Gosford Park                                 |
| 7        | Harry Potter và Hòn đá Phù thủy              |
| 6        | Iris                                         |
| 6        | Shrek                                        |
| 5        | Một tâm hồn đẹp                              |
| 4        | Bridget Jones's Diary                        |
| 3        | Black Hawk Down                              |
| 2        | In the Bedroom                               |
| 2        | Con đường ảo mộng                            |
| 2        | The Others                                   |
| 2        | Hành tinh khỉ                                |
| 2        | The Shipping News                            |

| Số lượng | Phim                                         |
| -------- | -------------------------------------------- |
| 4        | Chúa tể những chiếc nhẫn: Hiệp hội nhẫn thần |
| 3        | Moulin Rouge!                                |
| 2        | Cuộc đời tuyệt vời của Amélie Poulain        |
| 2        | Một tâm hồn đẹp                              |
| 2        | Gosford Park                                 |

## Tranh cãi của Russell Crowe
Sau khi giành giải Nam diễn viên chính xuất sắc nhất, Russell Crowe phát biểu bằng một đoạn thơ trích trong một bài thơ của Patrick Kavanagh. Khi lễ trao giải được phát sóng, Crowe tỏ ra bất bình vì đoạn thơ bị cắt chiếu, đồng thời chỉ trích nhà sản xuất chương trình Malcolm Gerrie. Crowe thậm chí đã gặp Gerrie để nói chuyện và đã có xô xát xảy ra. Báo chí đồn đại rằng chuyện này khiến Crowe tuột mất Giải Oscar cho nam diễn viên chính xuất sắc nhất.
Đoạn thơ bị cắt như sau:
"To be a poet and not know the trade,

To be a lover and repel all women;

Twin ironies by which great saints are made,

The agonising pincer-jaws of heaven."